# Ministère des Affaires étrangères (Irak)
Pour les articles homonymes, voir Ministère des Affaires étrangères.
Le ministère des Affaires étrangères est le département ministériel du gouvernement irakien chargé de mettre en œuvre la politique étrangère de l'Irak.